# DL50
In tossicologia il termine DL50 sta per dose letale 50 (in inglese LD50 da Lethal Dose 50) e si riferisce alla quantità di una sostanza in grado di uccidere, in una unica somministrazione, il 50% (cioè la metà) di una popolazione campione di animali da esperimento; allo stesso modo viene definita la DL90, in relazione al 90% di una popolazione.
Questa misurazione, dato il modo di somministrazione, è un modo per testare il potenziale tossico di una sostanza solo a breve termine (tossicità acuta) e non si riferisce alla tossicità a lungo termine (cioè dovuta a contatto con modiche quantità di una certa sostanza per lunghi periodi).

## Storia
Questa misurazione fu proposta per la prima volta nel 1927 da J.W. Trevan come tentativo di trovare un modo per stimare la potenzialità tossica di medicine e sostanze chimiche in generale.
La questione sull'opportunità di calcolare i valori di DL50 fu posta per la prima volta nel 1981 da Zbinden e Flury-Roversi che sottolineavano anche la scarsa ripetibilità dei valori ottenuti.
Poiché un singolo test richiedeva all'inizio ben 100 animali (poi ridotti a 20), nel 2002 l'OCSE ha messo ufficialmente al bando tale test (conosciuto anche come guideline 401) e ha promosso lo sviluppo di nuovi test in grado di ridurre o eliminare l'impiego di animali.

## Definizione
La DL50 viene espressa di solito come quantità di sostanza somministrata rispetto al peso dell'animale usato come campione, normalmente in mg/kg (o mg/hg), ovvero in milligrammi di sostanza per chilogrammi di peso vivo (o per ettogrammi, per piccoli animali).
Queste sostanze da testare possono essere somministrate in ogni modo, ma la via transdermica (applicazione sulla pelle) e orale sono di solito le vie più comuni (anche perché sono le vie più comuni con cui si può venire a contatto con una sostanza); somministrazioni per via endovenosa, intramuscolare e intraperitoneale sono altrettanto possibili.
Per quanto riguarda sostanze gassose, invece, la modalità di ingresso è per inalazione e viene calcolata come concentrazione di gas in grado di uccidere il 50% delle cavie in un certo lasso di tempo (LCt50), dove C è la concentrazione (espressa come ppm, cioè parti per milione) e t è il tempo.

### Abbreviazioni
Accanto alla sigla DL50 possono essere specificate altre abbreviazioni che identificano la via di assunzione della sostanza tossica e il soggetto (uomo o cavia) al quale si riferisce la grandezza.
Ad esempio, con la sigla "ORL MUS LD50" si fa riferimento alla DL50 misurata per un topo (MUS) nel caso di assunzione della sostanza in esame per via orale (ORL).
Le sigle che identificano le vie di assunzione sono:
- eye: oculare (sulla superficie dell'occhio, per studi sull'irritazione)
- ial: intraurale (orecchio)
- iat: intrarteriale
- ice: intracerebrale
- icv: intracervicale
- idr: ipodermico
- idu: intraduodenale
- ihl: inalazione
- imp: impiantato chirurgicamente
- ims: intramuscolare
- ipc: intraplacentale
- ipl: intrapleurale
- ipr: intraperitoneale
- irn: intrarenale
- isp: intraspinale
- itr: intratracheale
- itt: intratesticolare
- iut: intrauterino
- ivg: intravaginale
- ivn: intravenoso
- mul: multiplo (attraverso più vie)
- ocu: oculare (sulla superficie dell'occhio o nella sacca congiuntivale, per studi di tipo sistemico)
- orl: orale
- par: parenterale
- rec: rettale
- scu: sottocutaneo
- skn: sulla pelle
- unr: non specificato.

Le sigle che identificano i soggetti testati sono:
- brd: uccello (non specificato)
- bwd: uccello selvatico
- cat: gatto
- chd: bambino
- ckn: gallina
- ctl: bovino
- dck: anatra
- dog: cane
- dom: animale domestico (ovini)
- frg: rana
- gpg: porcellino d'India
- grb: gerbillo
- ham: criceto
- hmn: essere umano (uomo/donna)
- hor: cavallo
- inf: neonato
- mam: mammifero (non specificato)
- man: uomo
- mky: scimmia
- mus: topo
- nml: specie non appartenente ai Mammiferi
- pgn: piccione
- pig: maiale
- qal: quaglia
- rat: ratto
- rbt: coniglio
- sql: scoiattolo
- tod: rospo
- trk: tacchino
- wmn: donna.

## Esempi

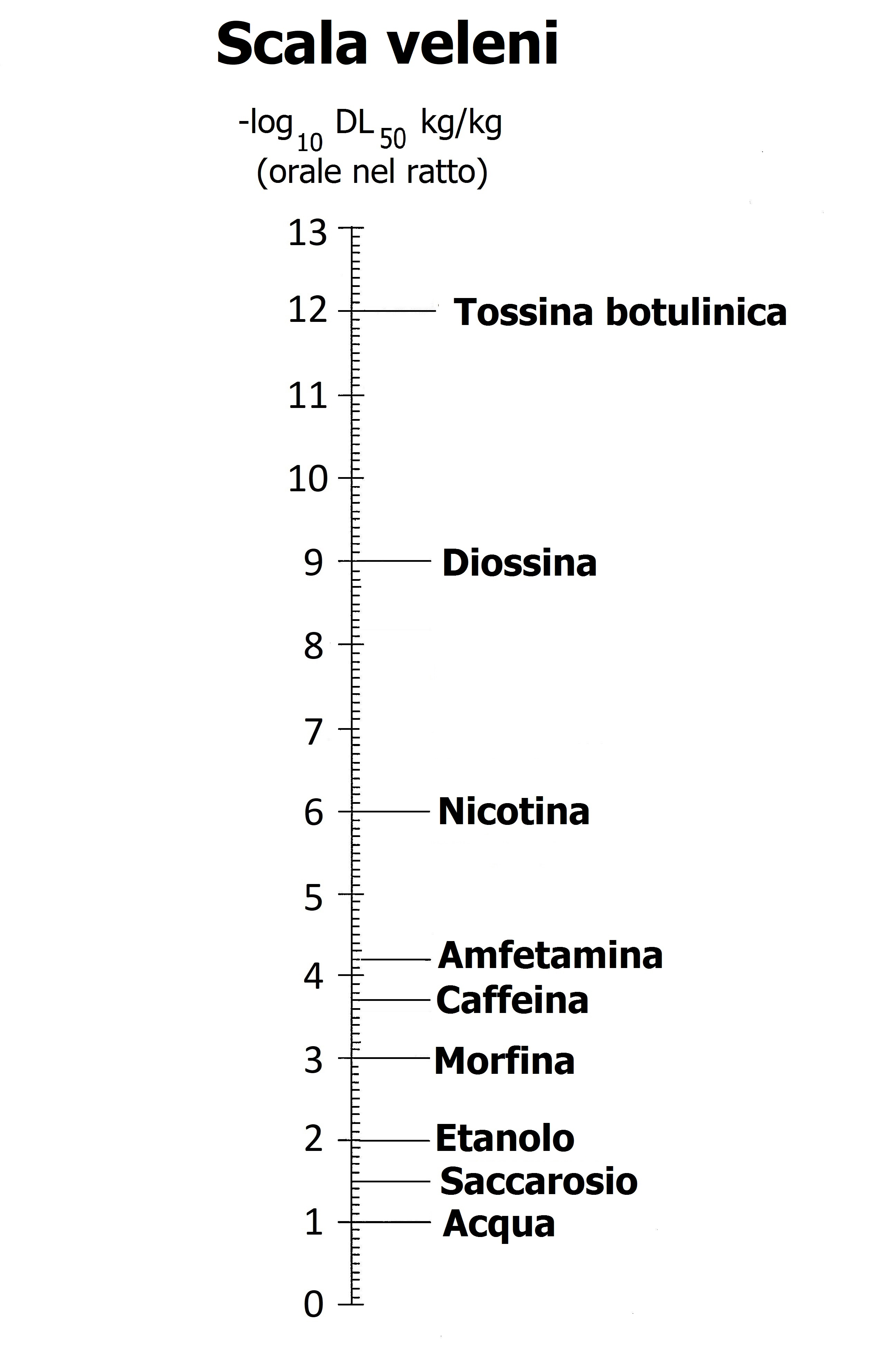
Scala veleni in scala logaritmica

Valori approssimativi di DL50 ottenuti in seguito a somministrazione orale nel ratto.
- DL50 Acqua: 90000 mg/kg
- DL50 Saccarosio: 30000 mg/kg
- DL50 Acido ascorbico: 12000 mg/kg
- DL50 Etanolo: 10000 mg/kg
- DL50 Morfina: 900 mg/kg
- DL50 Atropina: 750 mg/kg
- DL50 Caffeina: 200 mg/kg
- DL50 Amfetamina: 60 mg/kg
- DL50 Nicotina: 1 mg/kg
- DL50 Diossina: 0,001 mg/kg (1 µg/kg)
- DL50 Tossina botulinica: 0,000001 mg/kg (0,001 μg/kg)